# Kiotina collaris
Kiotina collaris är en bäcksländeart som först beskrevs av Banks 1937.  Kiotina collaris ingår i släktet Kiotina och familjen jättebäcksländor. Inga underarter finns listade i Catalogue of Life.